# Iko Iko
"Iko Iko" is een veel gecoverd lied uit New Orleans dat vertelt over een parade-botsing tussen twee stammen van Mardi Gras-indianen en de traditionele confrontatie. Het nummer, onder de oorspronkelijke titel "Jock-A-Mo", werd in 1953 geschreven en uitgebracht als single door James "Sugar Boy" Crawford and his Cane Cutters, maar het haalde de hitlijsten niet.
Het Amerikaans zangtrio The Dixie Cups coverde het nummer als een van eerste, getiteld "Iko Iko". In Nederland en België haalde de versie van de Australische zanger Justin Wellington de hitlijsten.

## Covers

### The Dixie Cups
Het lied werd voor het eerst populair in 1965 door het zangtrio The Dixie Cups, die een internationale hit scoorde met "Iko Iko". In 1967, als onderdeel van een rechtszaak tussen Crawford en The Dixie Cups, kreeg het trio een deel songwriting krediet voor het nummer.
De versie van The Dixie Cups was het resultaat van een ongeplande jam in een opnamestudio in New York, waar ze begonnen met een geïmproviseerde versie van "Iko Iko", waarbij ze zichzelf vergezelden met drumstokken op een aluminium stoel, een studio-asbak en een colafles. Nadat hun producers het nummer hadden opgeschoond en de achtergrondzang, bas en drums aan het nummer hadden toegevoegd, werd de single in maart 1965 uitgebracht. The Dixie Cups scoorden een internationale hit met "Iko Iko" in mei 1965 in de Billboard Hot 100-hitlijst, waar hun versie piekte op nummer 20 en 10 weken in de Top 100 stond. Het nummer kwam ook binnen op nummer 23 op de UK Singles Chart en piekte op nummer 20 op de R&B Chart. In Canada bereikte "Iko Iko" nummer 26 op de RPM Chart. Het was de derde single van hun debuutstudioalbum Chapel of Love, uitgegeven door Red Bird Records in augustus 1964.
The Dixie Cups hadden "Iko, Iko" geleerd van het horen zingen van de grootmoeder van de gezusters Hawkins, maar ze wisten weinig over de oorsprong van het lied en dus ging het oorspronkelijke auteurschap naar de leden, Barbara Ann Hawkins, haar zus Rosa Lee Hawkins en hun nicht Joan Marie Johnson.

### Dr. John versie
In 1972 had de New Orleans-zanger en pianist Dr. John een kleine hit met zijn versie van "Iko Iko" in de Billboard Hot 100. Dr. John coverde "Iko Iko" in 1972 voor zijn vijfde studioalbum Dr. John's Gumbo. Als single uitgebracht in maart 1972 op Atco Records, kwam zijn versie van het nummer op nummer 71 in de Billboard Hot 100-hitlijst. Het werd geproduceerd door Jerry Wexler en Harold Battiste. Het "Iko Iko"-verhaal wordt verteld door Dr. John in de liner notes bij zijn album uit 1972, Dr. John's Gumbo, waarin hij New Orleans R&B-klassiekers behandelt.
Het lied werd uitgevoerd door Dr. John tijdens de rust van de 2008 NBA All-Star Game in New Orleans en opnieuw in 2014.

### Natasha versie
De meest succesvolle versie van "Iko Iko" in het Verenigd Koninkrijk werd opgenomen door de Schotse zangeres Natasha England, die haar versie uit 1982 in de top 10 plaatste van de UK Singles Chart. Het nummer scoorde ook hoog in Ierland, Israël en Nieuw-Zeeland. In Nederland werd de single ook uitgebracht, maar kwam niet verder dan de vierde plaats in de Tipparade. De single werd geproduceerd door Tom Newman. Een remix van de single werd uitgebracht in 2007, en Natasha's versie beleefde een heropleving in 2014 toen het werd opgenomen op de soundtrack van de best scorende Italiaanse film Un boss in salotto uit 2014.

### The Belle Stars versie
In 1989 had de Britse meidengroep The Belle Stars een hit in de Verenigde Staten met hun cover van "Iko Iko", die in maart nummer 14 bereikte in de Billboard Hot 100-hitlijst, nadat het was opgenomen op de soundtrack van de film Rain Man, met in de hoofdrol Tom Cruise en Dustin Hoffman. De single werd uitgegeven op Capitol Records. Hun nummer staat in de openingsscène van de film uit 1988. Het werd oorspronkelijk enkele jaren eerder uitgebracht op Stiff Records in 1982 als single in het Verenigd Koninkrijk, waar het piekte op een bescheiden nummer 35 op de UK Singles Chart in juni 1982. Het nummer werd geproduceerd door Brian Tench en stond ook op het gelijknamige debuutalbum van de band The Belle Stars, dat nummer 15 bereikte in de UK Albums Chart.
Een videoclip werd gebruikt om de single te promoten. De videoclip bevat scènes uit de film Rain Man en Belle Stars-zangeres Jennie McKeown, gekleed in een zwarte outfit met blauwe bungelende solsleutels en bleekblonde dreadlocks. Jennie wordt ook vergezeld door vier dansende meisjes in kleurrijke outfits en een dansende man die een ingetogen man probeert te overtuigen. De originele videoclip maakt gebruik van de remix uit 1989 met samples van 
Woo! Yeah! van Lyn Collins' Think (Over It). Op de brug is ook een regel uit de Thunderbirds-aflevering "Ricochet" te horen op de remix.

### Captain Jack versie
De Duitse Eurodance-act Captain Jack nam in 2001 een coverversie van "Iko Iko" op voor hun vierde studioalbum Top Secret. Het werd uitgebracht op E-Park Records. De single werd geproduceerd door Udo Niebergall en Eric Sneo. De versie van Captain Jack was een hit in verschillende landen en bereikte nummer 22 in Duitsland, nummer 62 in Zwitserland en piekte op nummer 16 in Oostenrijk.

### Justin Wellington versie
De Australische zanger Justin Wellington nam zijn versie van "Iko Iko" op in 2017, met de Salomonseilandse-groep Small Jam. De cover werd op 3 juni 2019 uitgebracht door Sony Music UK en begon in 2021 aan populariteit te winnen nadat het viraal ging op het sociale platform TikTok. In Nederland verscheen "Iko Iko" op 12 juni 2021 in de Nederlandse Top 40 en in Vlaanderen op 29 mei 2021 in de Vlaamse Ultratop 50. In de Vlaamse Radio 2 Top 30 behaalde "Iko Iko" de eerste plaats. De cover werd gekozen als Alarmschijf door Qmusic.

## Overige covers
- Larry Williams (1957)
- The Rockin' Berries (1964)
- Rolf Harris (1965)
- The Teckels (1967)[7]
- Grateful Dead (1977)
- The Neville Brothers (1981)
- Pia Zadora (1983)
- Cyndi Lauper (1986)
- Amy Holland (1989)
- Willy DeVille (1995)
- Goombay Dance Band (1995)
- Zap Mama (2000)
- Aaron Carter (2000)
- James Booker (2004)
- Glass Candy (2004)
- Claire Johnston (2004)
- Kurt Darren (2004)
- Alvin and the Chipmunks (2015)
- Sia (2016)

## Soundtracks
Het lied "Iko Iko" is ook in de volgende film te horen:
- The Big Easy - The Dixie Cups (1987)
- Satisfaction (Girls of Summer) - Jennie Lee & The Mystery (1988)
- Rain Man - The Belle Stars (1988)
- K-9 - Amy Holland (1989)
- Knockin' on Heaven's Door - The Belle Stars (1997)
- Mission: Impossible II - Zap Mama (2000)
- The Little Vampire - Aaron Carter (2000)
- The Skeleton Key - The Dixie Cups (2005)
- The Hangover - The Belle Stars (2009)
- Un boss in salotto - Natasha (2014)
- Alvin and the Chipmunks: The Road Chip - Alvin and the Chipmunks (2015)

## Computerspellen
- Just Dance 2 - Mardi Gras (2010)